# Novi Dvori Klanječki
Novi Dvori Klanječki is een plaats in de gemeente Klanjec in de Kroatische provincie Krapina-Zagorje. De plaats telt 248 inwoners (2001).